# Liste von Metalstilen

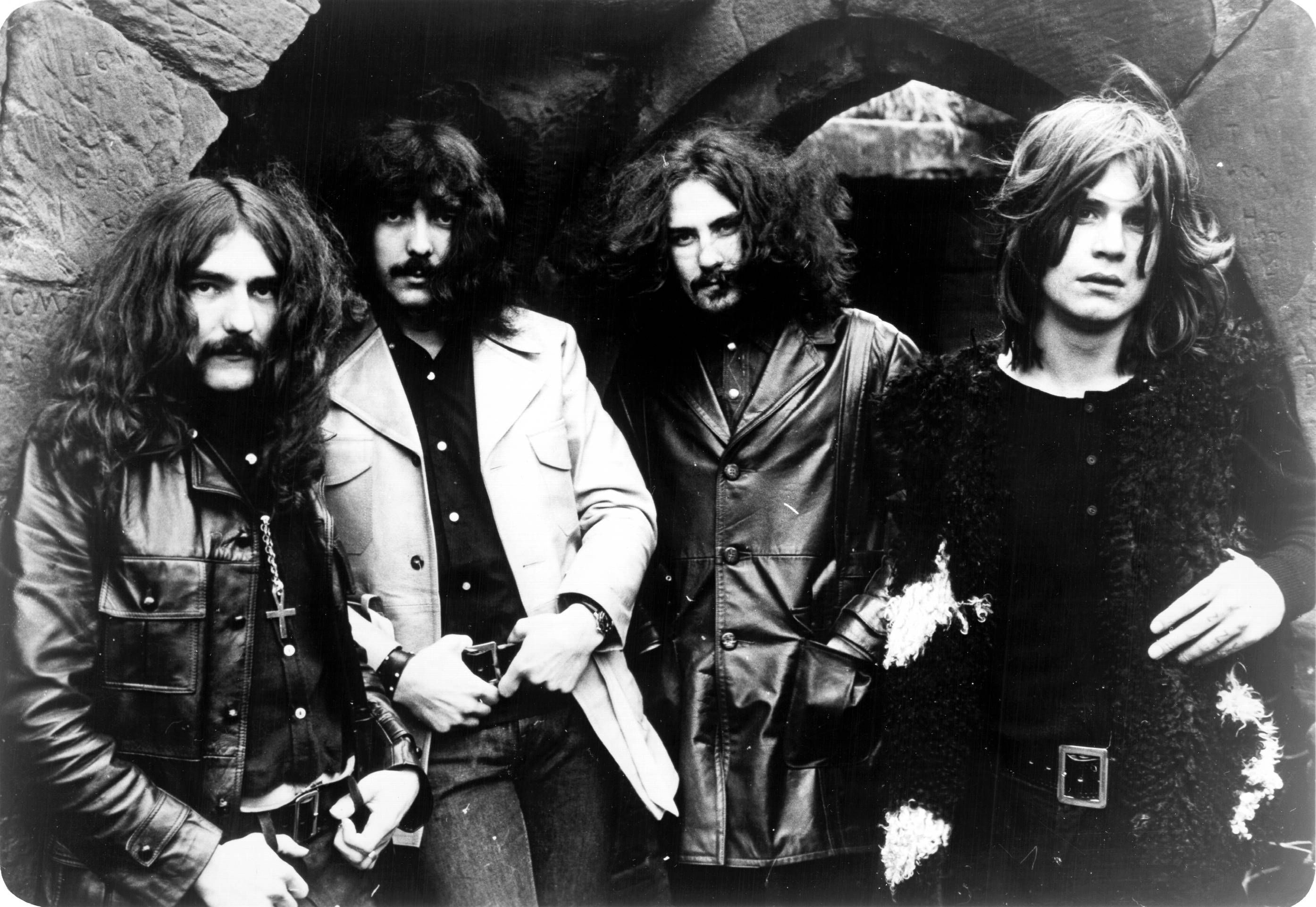
In der Geschichte des Metals gilt Black Sabbath zumeist als die Urband des Genres. In der zunehmenden Aufsplitterung in Subgenre wird die Band zugleich als Begründer des Subgenres Doom Metal betrachtet

Dies ist eine strukturierte und sortierbare Liste von Metalstilen. Als musikalische Kategorien werden die Subgenre in das traditionelle Spektrum des Heavy-, die modernen Stil-Hybride des Alternative-, den temporeduzierten Doom-, den folkloristischen Folk-, den unterschiedliche Grundzüge des Metals radikalisierenden Extreme- und den vorrangig um spielerische Komplexität bemühten Progressive-Metal eingeteilt. Hinzu kommen Stilbegriffe mit einer inhaltlichen, weltanschaulichen oder lyrischen Definition. Die Substile des Death Metal und Grindcore werden im Feld des Extreme Metal gesondert gelistet.

## Ordnungskriterien und Struktur
In dieser Liste werden alle in der deutschsprachigen Wikipedia geführten Stilrichtungen des musikalischen Spektrums Metal eingeordnet. Maßgebend für eine Eintragung ist daher die Kategorie:Stilrichtung des Metal.
Einige der Stile lassen sich mehreren Kategorien zuordnen und werden entsprechend in der folgenden Aufteilung mehrfach genannt. Die enthaltenen beschreibenden Elemente folgen vorrangig den Darstellungen der Artikel der deutschsprachigen Wikipedia. Angegeben werden die Entstehungsdekade, die Herkunftsregion sowie wesentliche Initiatoren und die stilistischen Vorläufer. Die inhaltlichen, weltanschaulichen oder lyrischen Genrebegriffe sind um die transportierten Themen oder die sozialen bzw. ideologischen Bezugspunkte die der jeweiligen Begriffsdefinition zugrunde liegen ergänzt. Die Listen sind alphabetisch nach Stilbegriff sortiert. Eine Sortierung nach den weiteren Kriterien ist über einen Klick auf die jeweilige Spaltenüberschrift möglich. Eine Liste der als Sammelbegriffe genutzten Genrebezeichnungen ist den weiteren Listen erläuternd vorangestellt.

## Die Sammelbegriffe

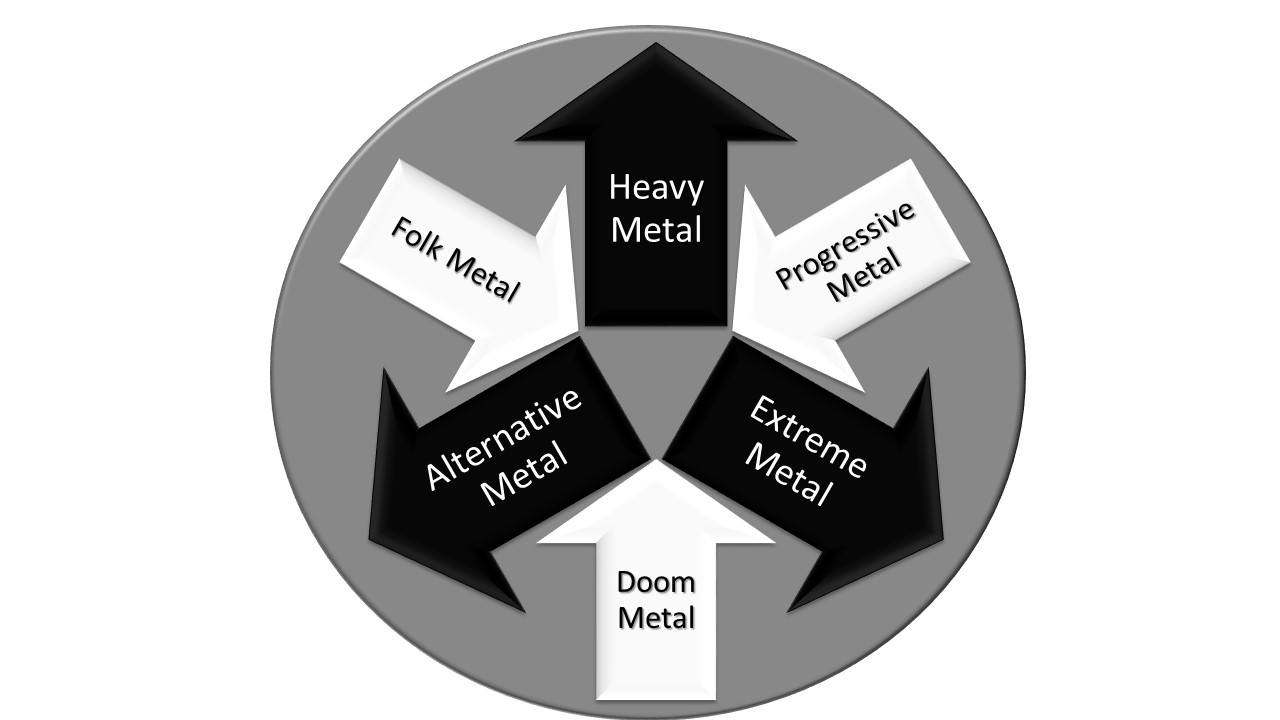
Während Doom Metal, Progressive Metal und Folk Metal nach innen wirken und die Spielweisen des Metals variieren, gestalten Extreme Metal, Alternative Metal und Heavy Metal die Grenzen des Genres.

Der Ursprung der Genres Doom Metal und Progressive Metal liegt im traditionellen Heavy-Metal- und Hard-Rock-Spektrum, der Ursprung des Folk Metal insbesondere im Thrash Metal. Aus den Grundideen dieser Stile entstanden jedoch diverse Fusionen mit anderen Feldern des Metal-Spektrums, wodurch eine Unterordnung nicht praktikabel ist. Alle drei Stilrichtungen sind durch spielerische Elemente gekennzeichnet. Ihre Substilrichtungen sind vornehmlich Crossover-Varianten mit den verschiedenen Feldern des Metals.
Heavy-, Alternative- und Extreme-Metal sind hingegen durch ihre Haltung zum Genrespektrum selbst bestimmt. An ihren Ausformungen werden die Grenzen des Genres verhandelt. Dies Verhandeln ist innerhalb der Metalszene von hoher Bedeutung. Heavy Metal als Ur-Szene und -Musik des Spektrums ist der konservativ auf das bewahren des ursprünglichen Genres gerichtete Teil des Metals. An den Genren des Heavy Metal wird der musikalische und kulturelle Kern des Metals bemessen. Bereits im Beginn der Szene entstand der musikalische und kulturelle Grundstock, der seither von Anhängern der Heavy-Metal-Stile weiter gepflegt wird. Trotz des konservativen Verweis auf diese Traditionslinie, Interpreten des Hard Rock, Heavy Metal und der NWoBHM und dem einhalten eines engen klanglichen Korsetts blieben Entwicklungen in diesem Feld möglich.
Der überwiegend amerikanische Alternative Metal wurde durch seine jugendkulturelle Breitenwirkung und seine mediale und kommerzielle Verwertbarkeit geprägt. Dabei zeichnete sich der Alternative Metal musikalisch und kulturell durch eine Öffnung gegenüber etwaigen Einflüssen aus der Popkultur aus. Hinzukommend wurde das Verhandeln von „Sinn, Sozialkritik und Message“ als Aspekt aufgenommen. Dem Gegenüber zeigten sich in der kommerziellen Verwertung des Genres und den anknüpfenden Zuschreibungen zum Alternative Schwierigkeiten der inneren Abgrenzung. Wodurch der Begriff Alternative Metal neben dem musikalischen auch ein ästhetisches und kulturelles Feld beschreibt, in dem Metal neu verhandelt und nutzbar gemacht wurde und wird.
Der Extreme Metal ist gegenüber dem Heavy Metal nicht durch Europa und Nordamerika bestimmt. „Weil diese Szene dezentral ist, konnten auch Bands und Fans aus Ländern, die nicht zum ›Kern‹ des traditionellen angloamerikanischen Musikgeschäfts zählen, zur Entwicklung beitragen.“ Spielweisen des Extreme Metal wirken als kulturell und musikalisch transgressive Ereignisse in der Entwicklung des Metals. So eint die Spielweisen des Extreme Metal eine Radikalisierung einer oder mehrerer musikalischer, ästhetischer oder kultureller Aspekte des Metals. Entsprechend lotet der Extreme Metal neue Möglichkeiten des Ausdrucks im Metal aus.
| Genre/Subgenre    | Entstehungsdekade | Stilistische Vorläufer                                  | Initiatoren                                                                                                | Entstehungsraum                            | Abgrenzung, Definition, Funktion | Belege        |
| ----------------- | ----------------- | ------------------------------------------------------- | --- | ------------------------------------------ | --- | ------------- |
| Alternative Metal | 1980er            | Hardcore Punk, Thrash Metal                             | Anthrax, Black Flag, Danzig, Carnivore, Living Colour, Soundgarden, The Melvins, Ministry, Godflesh, Prong | Vereinigte Staaten                         | Alternative Metal grenzt sich im Metal über das Defizit an metaltypischen Klischees von anderen Stilen des Spektrums ab. Typisch sind eine Abkehr vom Pathos des Heavy Metal sowie von der entsprechenden Mode. Dem Gegenüber ist ein Hang zur sozialen oder politischen Aussage ebenso üblich wie unkonventionelle Texte, Tempowechsel, ungewöhnliche Instrumente und der Crossover mit Musikrichtungen Abseits des Metals. | [ 7 ] [ 8 ]   |
| Doom Metal        | 1970er            | Bluesrock, Hard Rock, Psychedelic Rock                  | Black Sabbath                                                                                              | Vereinigtes Königreich                     | Doom Metal grenzt sich durch die Reduzierung des Tempos und stark verzerrtes sowie tief gestimmtes Gitarrenspiel von anderen populäreren Metal-Genres ab. Der Ursprung des Genres liegt im Spektrum des Heavy Metal und Hard Rock. | [ 11 ] [ 12 ] |
| Extreme Metal     | 1980er            | Heavy Metal, Speed Metal, Thrash Metal                  | - | International                              | Extreme Metal eint die Radikalisierung einer oder mehrerer musikalischer, ästhetischer oder kultureller Aspekte des Metals. Damit lotet der Extreme Metal kulturell und musikalisch transgressiv die spielerischen und ästhetischen Möglichkeiten des Metals aus. | [ 3 ] [ 10 ]  |
| Folk Metal        | 1990er            | Folk, Folk-Rock, Heavy Metal, Thrash Metal              | Skyclad, Orphaned Land                                                                                     | Israel, Vereinigtes Königreich             | Folk Metal ist durch die Verwendung von folkloristischen Musikinstrumenten, Melodien und Texten gekennzeichnet. Charakteristisch ist die Fusion oft nationaler Folk-Elemente in unterschiedlichen Stilrichtungen des Metals. | [ 13 ]        |
| Heavy Metal       | 1960er            | Hard Rock, Psychedelic Rock                             | Deep Purple, Led Zeppelin, Alice Cooper, Judas Priest, Kiss, Motörhead, Black Sabbath                      | Vereinigtes Königreich, Vereinigte Staaten | Heavy Metal als Sammelbegriff umfasst Stile die den anfänglichen Stilen Hard Rock und Heavy Metal folgten und sich damit in die Tradition des Urgenres stellen. Diese Stile sind häufig durch versierten Gesang und spielerische Virtuosität gekennzeichnet. | [ 3 ] [ 4 ]   |
| Progressive Metal | 1980er            | Fusion, Heavy Metal, Progressive Rock, Psychedelic Rock | Fates Warning, Queensrÿche, Dream Theater, Watchtower, Mekong Delta, King’s X                              | Vereinigte Staaten                         | Progressive Metal zeichnet sich durch einen komplexen Aufbau der Songs aus. Dieser äußert sich in kunstvoller Verknüpfung mehrerer Themen, Breaklastigkeit, häufigen Tempowechseln, komplexer Perkussion und Rhythmik, unter anderem auch durch Überlagerung verschiedener Rhythmen und Taktarten, instrumententechnischer Finesse sowie häufig überlangen Stücken.                                                          | [ 14 ] [ 15 ] |

## Stile des Alternative Metals
| Genre/Subgenre                   | Entstehungsdekade | Stilistische Vorläufer                                                                  | Initiatoren | Entstehungsraum                                      | Belege               |
| -------------------------------- | ----------------- | --------------------------------------------------------------------------------------- | --- | ---------------------------------------------------- | -------------------- |
| Blackgaze                        | 2000er            | Post-Rock, Black Metal, Shoegazing                                                      | Agalloch, Alcest, Amesoeurs, Wolves in the Throne Room                                                                                | Frankreich, Vereinigte Staaten                       | [ 16 ]               |
| Deathcore                        | 2000er            | Death Metal, Metalcore, Grindcore, Melodic Death Metal                                  | Antagony, All Shall Perish, Despised Icon                                                                                             | Vereinigte Staaten                                   | [ 17 ]               |
| Digital Hardcore                 | 1990er            | Techno, Extreme Metal, Post-Industrial, Hardcore Punk                                   | Atari Teenage Riot | Deutschland                                          | [ 18 ]               |
| Djent                            | 2000er            | Groove Metal, Progressive Metal, Metalcore, Technical Death Metal, Progressive Rock     | Chimp Spanner, Fellsilent, Meshuggah, TesseracT, Periphery                                                                            | Vereinigtes Königreich, Vereinigte Staaten, Schweden | [ 19 ]               |
| Doomcore                         | 1980er            | Doom Metal, Punk, Crustcore, Death Metal                                                | Black Flag, Cathedral, Godflesh, The Melvins, Carnivore                                                                               | Vereinigte Staaten, Vereinigtes Königreich           | [ 20 ]               |
| Funk Metal                       | 1980er            | Heavy Metal, Funk, Post-Punk, Soul                                                      | Faith No More, Red Hot Chili Peppers, Fishbone, Primus, Living Colour                                                                 | Vereinigte Staaten                                   | [ 21 ]               |
| Groove Metal                     | 1990er            | Thrash Metal, Hardcore Punk                                                             | Exhorder, Pantera, Prong | Vereinigte Staaten                                   | [ 22 ] [ 23 ]        |
| Industrial Rock/Metal            | 1980er            | Hardcore Punk, Noise-Rock, Thrash Metal, Post-Industrial, Electro-Industrial, EBM       | Ministry, Godflesh, KMFDM | Vereinigte Staaten, Vereinigtes Königreich           | [ 24 ] [ 25 ] [ 26 ] |
| Jazzcore                         | 1980er            | Progressive Rock, Hardcore Punk                                                         | Alboth!, Ground-0, Naked City | International                                        | [ 27 ]               |
| Kawaii Metal                     | 2010er            | J-Pop, EDM, Extreme Metal, Power Metal                                                  | Babymetal | Japan                                                | [ 28 ]               |
| Mathcore                         | 1990er            | Jazzcore, Technical Death Metal, Metalcore, Post-Hardcore, Progressive Metal, Math-Rock | Botch, Kiss It Goodbye, Converge, Rorschach, Training for Utopia                                                                      | Vereinigte Staaten                                   | [ 29 ]               |
| Mittelalter-Rock/Metal           | 1990er            | Punk, Post-Punk, Musik der Mittelalterszene                                             | In Extremo, Subway to Sally, Tanzwut                                                                                                  | Deutschland                                          | [ 30 ] [ 31 ]        |
| Melodic Metalcore                | 1990er            | Melodic Death Metal, Metalcore                                                          | Overcast, Shadows Fall, Undying, Darkest Hour                                                                                         | Vereinigte Staaten                                   | [ 32 ] [ 33 ]        |
| Metalcore                        | 1980er            | Thrash Metal, Hardcore Punk                                                             | Agnostic Front, Suicidal Tendencies, Madball, Dirty Rotten Imbeciles, Corrosion of Conformity, S.O.D., Carnivore, Biohazard, Cro-Mags | Vereinigte Staaten                                   | [ 29 ] [ 34 ]        |
| Moshcore                         | 1990er            | Metalcore, Hip-Hop                                                                      | Shattered Realm, Nasty | Vereinigte Staaten                                   | [ 35 ]               |
| Neue Deutsche Härte              | 1990er            | Alternative Metal, Groove Metal, Neue Deutsche Welle                                    | Oomph!, Fleischmann, Schweisser | Deutschland                                          | [ 36 ]               |
| New Wave of American Heavy Metal | 1990er            | Alternative Metal, Groove Metal, Hardcore Punk, Thrash Metal                            | Pantera, Korn, Biohazard, Slipknot, Machine Head                                                                                      | Nordamerika                                          | [ 37 ]               |
| Nu Metal                         | 1990er            | Alternative Metal, Crossover, Funk Metal, Groove Metal                                  | Korn | Vereinigte Staaten                                   | [ 38 ]               |
| Post-Black-Metal                 | 2000er            | Black Metal, Neofolk, Post-Rock, Shoegazing                                             | Agalloch, Ved Buens Ende | Vereinigte Staaten                                   | [ 39 ]               |
| Post-Metal                       | 1990er            | Doom Metal, Post-Hardcore, Post-Industrial                                              | Godflesh, Neurosis, Skin Chamber | Vereinigte Staaten, Vereinigtes Königreich           | [ 40 ]               |
| Rap Metal                        | 1980er            | Heavy Metal, Hip-Hop, Alternative Metal, Rap Rock, Thrash Metal, Hardcore Punk          | Anthrax, Faith No More, Body Count, Rage Against the Machine                                                                          | Vereinigte Staaten                                   | [ 38 ]               |
| Stoner Doom                      | 1990er            | Doom Metal, Grunge, Psychedelic Rock                                                    | Sleep, Earth, The Melvins | Vereinigte Staaten                                   | [ 41 ]               |

## Stile des Doom Metals
| Genre/Subgenre     | Entstehungsdekade | Stilistische Vorläufer                                       | Initiatoren                                                                               | Entstehungsraum                            | Belege               |
| ------------------ | ----------------- | ------------------------------------------------------------ | ----------------------------------------------------------------------------------------- | ------------------------------------------ | -------------------- |
| Atmospheric Doom   | 1990er            | Death Doom, Gothic Metal, Funeral Doom, Neoklassik, Ethereal | The 3rd and the Mortal, Elbereth, Decoryah, Ras Algethi                                   | Europa                                     | [ 42 ]               |
| Black Doom         | 1990er            | Black Metal, Doom Metal, Death Doom                          | Barathrum, Unholy                                                                         | Finnland                                   | [ 43 ]               |
| Dark Jazz          | 1990er            | Extreme Metal, Filmmusik                                     | Bohren & der Club of Gore                                                                 | Deutschland                                | [ 44 ]               |
| Death Doom         | 1980er            | Doom Metal, Death Metal                                      | Dream Death, The Gathering, Goatlord, Paradise Lost, Asphyx, Winter, Disembowelment       | Vereinigte Staaten, Europa, Australien     | [ 45 ]               |
| Doomcore           | 1980er            | Doom Metal, Punk, Crustcore, Death Metal                     | Black Flag, Cathedral, Godflesh, The Melvins, Carnivore                                   | Vereinigte Staaten, Vereinigtes Königreich | [ 20 ]               |
| Drone Doom         | 1990er            | Minimal Music, Stoner Doom, Sludge                           | Earth, The Melvins                                                                        | Vereinigte Staaten                         | [ 46 ] [ 47 ]        |
| Epic Doom          | 1980er            | Doom Metal, Power Metal                                      | Solitude Aeturnus, Candlemass                                                             | Schweden                                   | [ 20 ] [ 12 ]        |
| Funeral Doom       | 1990er            | Death Doom, Dark Ambient, Dark Wave, Psychedelic Rock        | Winter · Thergothon · Disembowelment · Skepticism · Mordor · Ras Algethi · Voj · Esoteric | International                              | [ 48 ] [ 49 ] [ 50 ] |
| Gothic Metal       | 1990er            | Death Doom, Black Metal, Neoklassik, Gothic Rock             | Paradise Lost, Tiamat, My Dying Bride                                                     | Schweden, Vereinigtes Königreich           | [ 51 ]               |
| Melodic Death Doom | 1990er            | Death Doom, Melodic Death Metal                              | Amorphis                                                                                  | Fennoskandinavien                          | [ 52 ]               |
| Post-Metal         | 1990er            | Doom Metal, Post-Hardcore, Post-Industrial                   | Godflesh, Neurosis, Skin Chamber                                                          | Vereinigte Staaten, Vereinigtes Königreich | [ 53 ] [ 54 ]        |
| Proto-Doom         | 1970er            | Bluesrock, Hard Rock, Psychedelic Rock                       | Black Sabbath                                                                             | Vereinigtes Königreich                     | [ 55 ]               |
| Sludge             | 1990er            | Doom Metal, Hardcore Punk                                    | Crowbar, EyeHateGod, The Melvins                                                          | Vereinigte Staaten                         | [ 56 ] [ 54 ]        |
| Stoner Doom        | 1990er            | Doom Metal, Grunge, Psychedelic Rock                         | Sleep, Earth, The Melvins                                                                 | Vereinigte Staaten                         | [ 41 ]               |
| Torture Doom       | 2000er            | Funeral Doom, Noise, Dark Metal                              | Wormphlegm, Stabat Mater, Malasangre                                                      | Europa                                     | [ 57 ]               |
| Traditional Doom   | 1980er            | Doom Metal, Punk, NWoBHM                                     | Pentagram, Saint Vitus, Trouble                                                           | Vereinigte Staaten                         | [ 20 ]               |

## Stile des Extreme Metals
| Genre/Subgenre         | Entstehungsdekade | Stilistische Vorläufer                                                                  | Initiatoren | Entstehungsraum                                      | Belege               |
| ---------------------- | ----------------- | --------------------------------------------------------------------------------------- | --- | ---------------------------------------------------- | -------------------- |
| Black Doom             | 1990er            | Black Metal, Doom Metal, Death Doom                                                     | Barathrum, Unholy | Finnland                                             | [ 43 ]               |
| Black Metal            | 1980er            | Thrash Metal                                                                            | Venom, Bathory, Hellhammer, Celtic Frost, Mercyful Fate, Mayhem                                                                       | Europa                                               | [ 58 ] [ 59 ] [ 60 ] |
| Blackgaze              | 2000er            | Post-Rock, Black Metal, Shoegazing                                                      | Agalloch, Alcest, Amesoeurs, Wolves in the Throne Room                                                                                | Frankreich, Vereinigte Staaten                       | [ 16 ]               |
| Celtic Metal           | 1990er            | Folk Metal, Black Metal, Heavy Metal                                                    | Cruachan, Primordial, Waylander | Irland                                               | [ 61 ]               |
| Dark Metal             | 1990er            | Black Metal, Death Metal, Gothic Metal, Doom Metal                                      | Bethlehem, Katatonia, Samael | Europa                                               | [ 62 ] [ 63 ] [ 64 ] |
| Death Metal            | 1980er            | Thrash Metal                                                                            | Possessed, Slaughter, Hellhammer/Celtic Frost, Master/Death Strike, Necrophagia, Morbid Angel, Death                                  | Vereinigtes Königreich, Vereinigte Staaten, Schweden | [ 65 ]               |
| Depressive Black Metal | 1990er            | Black Metal, Dark Metal, Dark Ambient                                                   | Abyssic Hate, Malvery, Nortt, Shining, Silencer                                                                                       | Skandinavien                                         | [ 66 ] [ 67 ]        |
| Digital Hardcore       | 1990er            | Techno, Extreme Metal, Post-Industrial, Hardcore Punk                                   | Atari Teenage Riot | Deutschland                                          | [ 18 ]               |
| Djent                  | 2000er            | Groove Metal, Progressive Metal, Metalcore, Technical Death Metal, Progressive Rock     | Chimp Spanner, Fellsilent, Meshuggah, TesseracT, Periphery                                                                            | Vereinigtes Königreich, Vereinigte Staaten, Schweden | [ 19 ]               |
| Doomcore               | 1980er            | Doom Metal, Punk, Crustcore, Death Metal                                                | Black Flag, Cathedral, Godflesh, The Melvins, Carnivore                                                                               | Vereinigte Staaten, Vereinigtes Königreich           | [ 20 ]               |
| Drone Doom             | 1990er            | Minimal Music, Stoner Doom, Sludge                                                      | Earth, The Melvins | Vereinigte Staaten                                   | [ 46 ] [ 47 ]        |
| Experimental Metal     | 1980er            | Progressive Metal, Fusion, Black Metal, Death Metal, Grindcore                          | Gorguts, Boris, Maudlin of the Well, Neurosis, Mr. Bungle, Painkiller, Today Is the Day, Voivod                                       | Japan, Norwegen, Nordamerika                         | [ 68 ]               |
| Grindcore              | 1980er            | Hardcore Punk, Crustcore                                                                | Siege, Repulsion Heresy, Ripcord, Concrete Sox                                                                                        | Vereinigtes Königreich, Vereinigte Staaten           | [ 65 ]               |
| Groove Metal           | 1990er            | Thrash Metal, Hardcore Punk                                                             | Exhorder, Pantera, Prong | Vereinigte Staaten                                   | [ 22 ] [ 23 ]        |
| Jazzcore               | 1980er            | Progressive Rock, Hardcore Punk                                                         | Alboth!, Ground-0, Naked City | International                                        | [ 27 ]               |
| Kawaii Metal           | 2010er            | J-Pop, EDM, Extreme Metal, Power Metal                                                  | Babymetal | Japan                                                | [ 28 ]               |
| Mathcore               | 1990er            | Jazzcore, Technical Death Metal, Metalcore, Post-Hardcore, Progressive Metal, Math-Rock | Botch, Kiss It Goodbye, Converge, Rorschach, Training for Utopia                                                                      | Vereinigte Staaten                                   | [ 29 ]               |
| Melodic Metalcore      | 1990er            | Melodic Death Metal, Metalcore                                                          | Overcast, Shadows Fall, Undying, Darkest Hour                                                                                         | Vereinigte Staaten                                   | [ 32 ] [ 33 ]        |
| Metalcore              | 1980er            | Thrash Metal, Hardcore Punk                                                             | Agnostic Front, Suicidal Tendencies, Madball, Dirty Rotten Imbeciles, Corrosion of Conformity, S.O.D., Carnivore, Biohazard, Cro-Mags | Vereinigte Staaten                                   | [ 29 ] [ 34 ]        |
| Moshcore               | 1990er            | Metalcore, Hip-Hop                                                                      | Shattered Realm, Nasty | Vereinigte Staaten                                   | [ 35 ]               |
| Pagan Metal            | 1990er            | Black Metal                                                                             | In the Woods…, Primordial, Falkenbach                                                                                                 | Europa                                               | [ 61 ] [ 69 ]        |
| Pirate Metal           | 1980er            | Melodic Death Metal, Heavy Metal, Thrash Metal, Shanty                                  | Running Wild, Alestorm | Deutschland, Schottland                              | [ 61 ]               |
| Post-Black-Metal       | 2000er            | Black Metal, Neofolk, Post-Rock, Shoegazing                                             | Agalloch, Ved Buens Ende | Vereinigte Staaten                                   | [ 39 ]               |
| Post-Metal             | 1990er            | Doom Metal, Post-Hardcore, Post-Industrial                                              | Godflesh, Neurosis, Skin Chamber | Vereinigte Staaten, Vereinigtes Königreich           | [ 40 ]               |
| Speed Metal            | 1980er            | Heavy Metal, New Wave of British Heavy Metal, Punk                                      | Judas Priest, Exciter, Accept, Motörhead                                                                                              | Vereinigtes Königreich                               | [ 70 ]               |
| Sludge                 | 1990er            | Doom Metal, Hardcore Punk                                                               | Crowbar, EyeHateGod, The Melvins | Vereinigte Staaten                                   | [ 56 ] [ 54 ]        |
| Thrash Metal           | 1980er            | NWoBHM, Speed Metal, Hardcore Punk                                                      | Metallica, Slayer, Megadeth, Anthrax, Exodus, Sodom, Kreator, Destruction, Overkill, Venom                                            | Vereinigte Staaten, Deutschland                      | [ 71 ]               |
| Torture Doom           | 2000er            | Funeral Doom, Noise, Dark Metal                                                         | Wormphlegm, Stabat Mater, Malasangre                                                                                                  | Europa                                               | [ 57 ]               |
| Unblack Metal          | 1990er            | Black Metal, Christliche Rockmusik, Death Metal                                         | Horde, Antestor, Admonish | Australien, Skandinavien                             | [ 72 ]               |
| Viking Metal           | 1980er            | Black Metal, Death Metal, Skandinavische Folklore                                       | Bathory, Enslaved | Skandinavien                                         | [ 61 ] [ 69 ]        |
| War Metal              | 1980er            | Black Metal, Death Metal, Thrash Metal, Hardcore Punk                                   | Blasphemy, Bestial Warlust, Goatpenis                                                                                                 | International                                        | [ 73 ]               |

### Stile des Death Metal
| Genre/Subgenre        | Entstehungsdekade | Stilistische Vorläufer                                 | Initiatoren                                                                               | Entstehungsraum                        | Belege               |
| --------------------- | ----------------- | ------------------------------------------------------ | ----------------------------------------------------------------------------------------- | -------------------------------------- | -------------------- |
| Death Doom            | 1980er            | Doom Metal, Death Metal                                | Dream Death, The Gathering, Goatlord, Paradise Lost, Asphyx, Winter, Disembowelment       | Vereinigte Staaten, Europa, Australien | [ 45 ]               |
| Deathgrind            | 1990er            | Grindcore, Death Metal                                 | Assück, Abaddon Incarnate, Brujeria, Brutal Truth                                         | International                          | [ 74 ]               |
| Death ’n’ Roll        | 1990er            | Death Metal, Hard Rock                                 | Entombed, Furbowl                                                                         | Schweden                               | [ 75 ]               |
| Deathcore             | 2000er            | Death Metal, Metalcore, Grindcore, Melodic Death Metal | Antagony, All Shall Perish, Despised Icon                                                 | Vereinigte Staaten                     | [ 17 ]               |
| Florida Death Metal   | 1980er            | Death Metal, Thrash Metal                              | Death, Morbid Angel, Deicide, Obituary                                                    | Vereinigte Staaten                     | [ 76 ]               |
| Funeral Doom          | 1990er            | Death Doom, Dark Ambient, Dark Wave, Psychedelic Rock  | Winter · Thergothon · Disembowelment · Skepticism · Mordor · Ras Algethi · Voj · Esoteric | International                          | [ 48 ] [ 49 ] [ 50 ] |
| Gothic Metal          | 1990er            | Death Doom, Black Metal, Neoklassik, Gothic Rock       | Paradise Lost, Tiamat, My Dying Bride                                                     | Schweden, Vereinigtes Königreich       | [ 51 ]               |
| Melodic Death Doom    | 1990er            | Death Doom, Melodic Death Metal                        | Amorphis                                                                                  | Fennoskandinavien                      | [ 52 ]               |
| Melodic Death Metal   | 1990er            | Death Metal, NWoBHM                                    | At the Gates, Dark Tranquillity, Amon Amarth, In Flames                                   | Schweden                               | [ 77 ]               |
| New York Death Metal  | 1980er            | Death Metal, Grindcore, Hardcore Punk                  | Cannibal Corpse, Immolation                                                               | Vereinigte Staaten                     | [ 78 ]               |
| Technical Death Metal | 1990er            | Progressive Metal, Fusion, Death Metal                 | Death, Cynic, Atheist                                                                     | Vereinigte Staaten                     | [ 79 ]               |

### Stile des Grindcore
| Genre/Subgenre | Entstehungsdekade | Stilistische Vorläufer                                   | Initiatoren                                               | Entstehungsraum                 | Belege        |
| -------------- | ----------------- | -------------------------------------------------------- | --------------------------------------------------------- | ------------------------------- | ------------- |
| Cybergrind     | 2000er            | Grindcore, Gabber, Speedcore, Techstep, Industrial Metal | The Berzerker, Gigantic Brain, Genghis Tron               | Australien, Vereinigte Staaten  | [ 80 ]        |
| Porngrind      | 1990er            | Grindcore                                                | Dead, GUT, Lividity, Waco Jesus                           | Deutschland, Vereinigte Staaten | [ 80 ] [ 81 ] |
| Powerviolence  | 1980er            | Hardcore Punk, Crustcore, Grindcore                      | Capitalist Casualities, Infest, Man Is the Bastard, Spazz | Vereinigte Staaten              | [ 80 ] [ 82 ] |
| Deathgrind     | 1990er            | Grindcore, Death Metal                                   | Assück, Abaddon Incarnate, Brujeria, Brutal Truth         | International                   | [ 74 ]        |
| Goregrind      | 1980er            | Grindcore, Death Metal, Downbeat                         | Carcass, Impetigo, Repulsion                              | Vereinigtes Königreich          | [ 80 ] [ 83 ] |

## Stile des Folk Metals
| Genre/Subgenre         | Entstehungsdekade | Stilistische Vorläufer                                      | Initiatoren                           | Entstehungsraum         | Belege        |
| ---------------------- | ----------------- | ----------------------------------------------------------- | ------------------------------------- | ----------------------- | ------------- |
| Celtic Metal           | 1990er            | Folk Metal, Black Metal, Heavy Metal                        | Cruachan, Primordial, Waylander       | Irland                  | [ 61 ]        |
| Mittelalter-Rock/Metal | 1990er            | Punk, Post-Punk, Musik der Mittelalterszene                 | In Extremo, Subway to Sally, Tanzwut  | Deutschland             | [ 30 ] [ 31 ] |
| Pagan Metal            | 1990er            | Black Metal                                                 | In the Woods…, Primordial, Falkenbach | Europa                  | [ 61 ] [ 69 ] |
| Pirate Metal           | 1980er            | Black Metal, Death Metal, Heavy Metal, Thrash Metal, Shanty | Running Wild, Alestorm                | Deutschland, Schottland | [ 61 ]        |
| Viking Metal           | 1980er            | Black Metal, Death Metal, Skandinavische Folklore           | Bathory, Enslaved                     | Skandinavien            | [ 61 ] [ 69 ] |

## Stil des Heavy Metal
| Genre/Subgenre                  | Entstehungsdekade | Stilistische Vorläufer                                                            | Initiatoren | Entstehungsraum                            | Belege                      |
| ------------------------------- | ----------------- | --------------------------------------------------------------------------------- | --- | ------------------------------------------ | --------------------------- |
| Epic Doom                       | 1980er            | Doom Metal, Power Metal                                                           | Solitude Aeturnus, Candlemass | Schweden                                   | [ 20 ] [ 12 ]               |
| Glam Metal                      | 1980er            | Glam Rock, Heavy Metal, Hard Rock                                                 | Def Leppard, Mötley Crüe, Quiet Riot | Vereinigtes Königreich, Vereinigte Staaten | [ 84 ] [ 85 ] [ 86 ]        |
| Neoklassischer Metal            | 1980er            | Heavy Metal, Klassische Musik (E-Musik), Speed Metal, Progressive Rock, Shredding | Deep Purple, Yngwie Malmsteen | Vereinigte Staaten                         | [ 87 ]                      |
| New Wave of British Heavy Metal | 1970er            | Heavy Metal, Punk                                                                 | Angel Witch, Iron Maiden, Praying Mantis, Samson, Saxon, Diamond Head, Marseille, White Spirit, Witchfynde, Vardis, Def Leppard, Raven, Tygers of Pan Tang, Holocaust | Vereinigtes Königreich                     | [ 88 ] [ 89 ] [ 90 ] [ 91 ] |
| Pirate Metal                    | 1980er            | Melodic Death Metal, Heavy Metal, Thrash Metal, Shanty                            | Running Wild, Alestorm | Deutschland, Schottland                    | [ 61 ]                      |
| Power Metal                     | 1980er            | Neoklassischer Metal, Heavy Metal, New Wave of British Heavy Metal                | Manowar, Savatage, Manilla Road, Helloween | Vereinigte Staaten, Deutschland            | [ 92 ]                      |
| Proto-Doom                      | 1970er            | Bluesrock, Hard Rock, Psychedelic Rock                                            | Black Sabbath | Vereinigtes Königreich                     | [ 55 ]                      |
| Sleaze Rock                     | 1980er            | Glam Metal, Hard Rock                                                             | Guns N’ Roses, L.A. Guns, Faster Pussycat | Vereinigte Staaten                         | [ 93 ]                      |
| Speed Metal                     | 1980er            | Heavy Metal, New Wave of British Heavy Metal, Punk                                | Judas Priest, Exciter, Accept, Motörhead | Vereinigtes Königreich                     | [ 70 ]                      |
| Symphonic Metal                 | 1990er            | Power Metal, Neoklassischer Metal, Progressive Metal                              | Lacrimosa, Therion | Europa                                     | [ 94 ] [ 95 ] [ 96 ] [ 97 ] |
| Traditional Doom                | 1980er            | Doom Metal, Punk, NWoBHM                                                          | Pentagram, Saint Vitus, Trouble | Vereinigte Staaten                         | [ 20 ]                      |
| True Metal                      | 1980er            | Heavy Metal, Power Metal                                                          | Manowar | Vereinigte Staaten                         | [ 5 ] [ 98 ] [ 99 ]         |

## Stile des Progressive Metals
| Genre/Subgenre        | Entstehungsdekade | Stilistische Vorläufer                                                                  | Initiatoren                                                                                     | Entstehungsraum                                      | Belege                      |
| --------------------- | ----------------- | --------------------------------------------------------------------------------------- | ----------------------------------------------------------------------------------------------- | ---------------------------------------------------- | --------------------------- |
| Djent                 | 2000er            | Groove Metal, Progressive Metal, Metalcore, Technical Death Metal, Progressive Rock     | Chimp Spanner, Fellsilent, Meshuggah, TesseracT, Periphery                                      | Vereinigtes Königreich, Vereinigte Staaten, Schweden | [ 19 ]                      |
| Experimental Metal    | 1980er            | Progressive Metal, Fusion, Black Metal, Death Metal, Grindcore                          | Gorguts, Boris, Maudlin of the Well, Neurosis, Mr. Bungle, Painkiller, Today Is the Day, Voivod | Japan, Norwegen, Nordamerika                         | [ 68 ]                      |
| Jazzcore              | 1980er            | Progressive Rock, Hardcore Punk                                                         | Alboth!, Ground-0, Naked City                                                                   | International                                        | [ 27 ]                      |
| Mathcore              | 1990er            | Jazzcore, Technical Death Metal, Metalcore, Post-Hardcore, Progressive Metal, Math-Rock | Botch, Kiss It Goodbye, Converge, Rorschach, Training for Utopia                                | Vereinigte Staaten                                   | [ 29 ]                      |
| Neoklassischer Metal  | 1980er            | Heavy Metal, Klassische Musik (E-Musik), Speed Metal, Progressive Rock, Shredding       | Deep Purple, Yngwie Malmsteen                                                                   | Vereinigte Staaten                                   | [ 87 ]                      |
| Post-Metal            | 1990er            | Doom Metal, Post-Hardcore, Post-Industrial                                              | Godflesh, Neurosis, Skin Chamber                                                                | Vereinigte Staaten, Vereinigtes Königreich           | [ 40 ]                      |
| Symphonic Metal       | 1990er            | Power Metal, Neoklassischer Metal, Progressive Metal                                    | Lacrimosa, Therion                                                                              | Europa                                               | [ 94 ] [ 95 ] [ 96 ] [ 97 ] |
| Technical Death Metal | 1990er            | Progressive Metal, Fusion, Death Metal                                                  | Death, Cynic, Atheist                                                                           | Vereinigte Staaten                                   | [ 79 ]                      |

## Stile mit einer inhaltlichen, weltanschaulichen oder lyrischen Definition
| Genre/Subgenre         | Entstehungsdekade | Stilistische Vorläufer                                 | Initiatoren                                                     | Entstehungsraum                 | Bezugspunkt                                      | Belege               |
| ---------------------- | ----------------- | ------------------------------------------------------ | --------------------------------------------------------------- | ------------------------------- | ------------------------------------------------ | -------------------- |
| Black Doom             | 1990er            | Black Metal, Doom Metal, Death Doom                    | Barathrum, Unholy                                               | Finnland                        | Satanismus                                       | [ 43 ] [ 59 ]        |
| Black Metal            | 1980er            | Thrash Metal                                           | Venom, Bathory, Hellhammer, Celtic Frost, Mercyful Fate, Mayhem | Europa                          | Satanismus                                       | [ 58 ] [ 59 ] [ 60 ] |
| Celtic Metal           | 1990er            | Folk Metal, Black Metal, Heavy Metal                   | Cruachan, Primordial, Waylander                                 | Irland                          | Keltische Mythologie, irische Musik und Kultur   | [ 61 ]               |
| Christlicher Metal     | 1980er            | Heavy Metal, Christliche Rockmusik, Hard Rock          | Stryper, Trouble, Mortification                                 | Vereinigte Staaten              | Christentum                                      | [ 100 ]              |
| Depressive Black Metal | 1990er            | Black Metal, Dark Metal, Dark Ambient                  | Abyssic Hate, Malvery, Nortt, Shining, Silencer                 | Skandinavien                    | Depression, Selbstverletzendes Verhalten, Suizid | [ 66 ] [ 67 ]        |
| Digital Hardcore       | 1990er            | Techno, Extreme Metal, Post-Industrial, Hardcore Punk  | Atari Teenage Riot                                              | Deutschland                     | Anarchismus                                      | [ 18 ]               |
| Goregrind              | 1980er            | Grindcore, Death Metal, Downbeat                       | Carcass, Impetigo, Repulsion                                    | Vereinigtes Königreich          | Horror und Gore                                  | [ 80 ] [ 83 ]        |
| Mittelalter-Rock/Metal | 1990er            | Punk, Post-Punk, Musik der Mittelalterszene            | In Extremo, Subway to Sally, Tanzwut                            | Deutschland                     | Mittelalterszene                                 | [ 30 ] [ 31 ]        |
| Pagan Metal            | 1990er            | Black Metal                                            | In the Woods…, Primordial, Falkenbach                           | Europa                          | Heidentum, Mythologie                            | [ 61 ] [ 69 ]        |
| Pirate Metal           | 1980er            | Melodic Death Metal, Heavy Metal, Thrash Metal, Shanty | Running Wild, Alestorm                                          | Deutschland, Schottland         | (fiktive) Piratengeschichten                     | [ 13 ]               |
| Porngrind              | 1990er            | Grindcore                                              | Dead, GUT, Lividity, Waco Jesus                                 | Deutschland, Vereinigte Staaten | Pornografie                                      | [ 80 ] [ 81 ]        |
| True Metal             | 1980er            | Heavy Metal, Power Metal                               | Manowar                                                         | Vereinigte Staaten              | Authentizität in der Metalszene                  | [ 5 ] [ 98 ] [ 99 ]  |
| Unblack Metal          | 1990er            | Black Metal, Christliche Rockmusik                     | Horde, Antestor, Admonish                                       | Australien, Skandinavien        | Christentum                                      | [ 72 ]               |
| Viking Metal           | 1980er            | Black Metal, Death Metal, Skandinavische Folklore      | Bathory, Enslaved                                               | Skandinavien                    | Wikinger und nordische Mythologie                | [ 61 ] [ 69 ]        |